# روس إتش ماكنزي
روس إتش ماكنزي (بالإنجليزية: Ross H. McKenzie)‏ هو فيزيائي أسترالي، ولد في 15 ديسمبر 1960.